# Канева, Карло
Карло Канева (итал. Carlo Francesco Giovanni Battista Caneva; 1845—1922) — итальянский генерал; главнокомандующий итальянскими войсками, действовавшими против турецкой армии в Триполи в ходе Итало-турецкой войны 1911—1912 гг.

## Биография
Родился 22 апреля 1845 года в Удине, близ Венеции, когда последняя принадлежала Австрии.

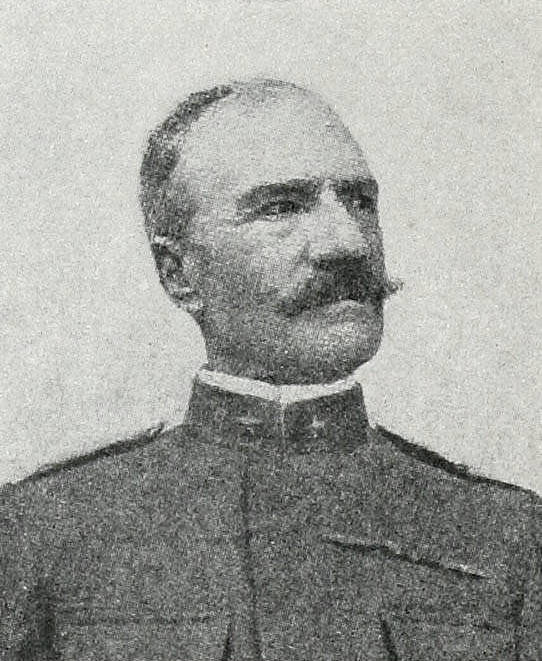
Генерал Карло Канева
Фотография из «ВЭС»

Начал военную службу в австро-венгерской армии, окончил курс австрийской артиллерийской академии и участвовал в Австро-прусско-итальянской войне в 1866 году.
Когда Венеция отошла под юрисдикцию Италии, покинул австро-венгерскую армию и перешёл на службу в итальянские вооружённые силы с которыми в 1897 году сражался в Первой итало-эфиопской войне.
Назначенный в 1911 году главнокомандующим войсками, действовавшими в Триполи, он проявил большую осторожность и методичность, обеспечившие успешный исход экспедиции, но очень затянувшие её, за что, особенно после провального для итальянцев боя у Тобрука, подвергался шквалу критики, порой переходящей в прямые оскорбления, как например у Луиджи Барзини, который говоря о его «глупости», говорил, что Канева «не стоит ли такой генерал стола за которым сидит». Весной 1912 года был отозван командованием и вместо него были назначены сразу два командующих армиями: генерал-лейтенант Оттавио Ронги в Триполитании и генерал-лейтенант Брикколь — в Киренаике.
В 1914 году вышел в отставку, но всего через три года, во время Первой мировой войны, был назначен в специальную комиссию по расследованию катастрофы при Капоретто, которая показала всем его оппонентам какую цену можно заплатить на войне за одно необдуманное решение.
Умер 25 сентября 1922 года в городе Риме.